# Иван Ольбрахт
И́ван О́льбрахт (чеш. Ivan Olbracht; настоящие имя и фамилия — Ка́мил Зе́ман, чеш. Kamil Zeman; 6 января 1882, Семили, Богемия, Австро-Венгрия — 20 декабря 1952, Прага, Чехословацкая Республика) — чешский писатель, публицист, журналист, общественный деятель, активист коммунистической партии и переводчик немецкой прозы. Народный художник Чехословакии (národní umělec Československa, 1947).

## Биография
Сын адвоката и писателя Антонина Земана (писавшего под псевдонимом Антал Сташек), от которого унаследовал острую и актуальную социальную тематику своих произведений. Среднее образование получил в гимназии в Двуре-Кралове-над-Лабем, затем изучал философию и юриспруденцию в Берлинском и Пражском (Карловом) университетах. Рано утвердившись в своих социалистических убеждениях, с 1905 года редактировал социал-демократическую газету «Делницке листи» (Dělnické listy), выходившую в Вене. В 1916—1920 годах занимал должность редактора схожего издания, предназначенного для пражских рабочих, — «Право лиду» (Právo lidu). В 1920 посещал Советскую Россию, в сборнике репортажей из которой («Картины современной России»), законченном в 1921 году, защищал идеалы большевистской революции.
Ольбрахт был одним из основателей Коммунистической партии Чехословакии в 1921. В 1920—1929 годах работал в качестве редактора коммунистической (в 1920—1921 левосоциалистической) газеты «Руде право» (Rudé právo). За свои революционные политические воззрения дважды подвергался аресту и заключению — в 1926 году (в Силезской Остраве, пригороде Остравы) и в 1928 году (в пражской Панкрацской тюрьме). Свой опыт пребывания в тюрьме в Силезской Остраве позже отобразил в «Зарешеченном зеркале» (Zamřížované zrcadlo). В 1929 совместно с женой Хеленой Малировой подписался под «Манифестом семи» — протестом семи чешских интеллектуалов-коммунистов против утверждённой на V съезде Компартии Чехословакии партийной линии, требовавшей беспрекословного следования распоряжениям Москвы. После оккупации Чехословакии немецкими и венгерскими войсками в марте 1939 года Иван Ольбрахт был участником и организатором Движения Сопротивления.

## Закарпатье
Значительная часть жизни, творчества и деятельности Ольбрахта была связана с Подкарпатской Русью — современной Закарпатской областью, бывшей наиболее отсталой в экономическом плане и одновременно наиболее богатой фольклорными сказаниями частью Чехословакии. Спасаясь от удушающей атмосферы городов, он осел в подкарпатской деревне Колочава (ныне Хустский район Закарпатской области), где собирал фольклорный и документальный материал для своих работ.
Проблематике Закарпатья писатель посвятил целых тридцать лет, считающиеся верхом его литературной деятельности. Он основал здесь школу, а в 1932 году стал инициатором создания в Праге Комитета спасения трудящегося народа Подкарпатской Руси (Komitét pro záchranu pracujícího lidu Podkarpatské Rusi), к участию в котором привлёк многих выдающихся чехословацких деятелей культуры, в том числе Юлиуса Фучика, Витезслава Незвала, Франтишека Ксавера Шалду и Зденека Неедлы (всего 26 человек). В 1933 году его товарищ, другой чешский писатель-коммунист Владислав Ванчура организовал в Колочаве съёмки кинофильма «Марийка-неверница» по сценарию Ольбрахта, который донёс до чехословацкой общественности правду о тяжёлом положении русинов на Верховине. Жизни и легендам подкарпатских русинов Ольбрахт посвятил целый ряд статей, очерков, рассказов и других художественных произведений.
Ныне в закарпатском селе Колочава, где Ольбрахт в своё время собирал материалы для своего романа «Никола Шугай — разбойник», находится памятник и музей писателя.

## Произведения
Свою литературную деятельность Иван Ольбрахт начал на заре XX века в качестве журналиста, постепенно осваивая, помимо публицистики, и малые литературные формы — очерки и рассказы. Социально-политические убеждения писателя нашли своё отражение в сборнике рассказов «О злых нелюдимах» (1913; O zlých samotářích), включавшем повести «Брат Жак» (Bratr Žak; переработана в 1938 году; экранирована под названием «Комедианты», 1954 год), «Расик и пёс» (Rasík a pes) и «Йошка, Форко и Павлинка» (Joska, Forko a Pavlínka). Главные герои сборника — обездоленные и отвергнутые обществом люди, лишённые средств к существованию и вынужденные бороться за свою свободу и честь; общая атмосфера произведений сближает их с горьковским «На дне». Выражая своё глубокое сочувствие анархическому бунту личностей, не вписавшихся в жестокое бщество, писатель вместе с тем чувствует и безвыходность стихийного индивидуалистического выступления против его устоев.
Поискам выхода из индивидуалистической замкнутости человека в современном мире посвящён сложный по идейно-художественной композиции роман «Странная дружба актёра Есения» (Podivné přátelství herce Jesenia; 1917—1919). В «Жаларе темнейшем» (Žalář nejtemnější; 1916) рассказывается о полицейском комиссаре на пенсии, который теряет зрение и приобретает параноидальную зависть и подозрительность, которая приводит его к разводу с женой.
1920-е годы Ольбрахт посвятил развитию и популяризации социалистического реализма в Чехословакии. В частности, к этому периоду относится сатирический сборник «Девять весёлых сказов об Австрии и республике» (Devět veselých povídek z Rakouska i republiky; 1927; переиздан в 1948 под названием Bejvávalo), высмеивающий порядки в старой Австро-Венгрии и новой Чехословацкой республике, в особенности бюрократизм, цензуру и коррупцию. Действие важнейшего произведения конца 1920-х, агитационного романа «Анна-пролетарка» (Anna proletářka; 1928), посвящённого революционным событиям в Чехословакии в 1920 году, разворачивается вокруг боёв за Народный дом (Лидовый дум) в Праге и рождения чехословацкой компартии. Ольбрахт изображает буржуазную и пролетарскую среду тогдашней Чехословакии, рост классового сознания пролетариата и впервые в чешской литературе выводит образ рабочего-коммуниста.
Накопленный в Закарпатье фольклорный материал был использован для написания романа «Никола Шугай, разбойник» (Nikola Šuhaj loupežník; 1933), пересказывающего в контексте четырёх столетий антифеодальной борьбы местного крестьянства историю жизни «последнего опришка» и «доброго разбойника» Миколы Шугая, образ которого оброс деталями народных сказаний о его предшественниках. Такие особенности сюжета обеспечили сочетание реалистического и фантастико-романтического планов в романе (в частности, включение в его состав легенд об Олексе Довбуше).
Главный герой романа Никола Шугай (настоящее имя Николай Петрович Сюгай) — реальное историческое лицо. Дезертировав из австро-венгерской армии в 1917, он прятался у своей возлюбленной Эржики и при поддержке колочавцев начал расправы над богачами и представителями властей. Вскоре Шугай стал для последних серьёзной опасностью, на его поиски были отправлены четыре десятка жандармов, а за его голову назначено высокое вознаграждение. В конце концов, Никола и его брат Юрий были убиты в августе 1921 из-за предательства Эржики. У Ольбрахта Шугай выступает не просто народным мстителем, который «отнимал у богатых, а бедным отдавал и никогда никого не убивал, разве что при самообороне или ради справедливого возмездия», а и олицетворением всенародной борьбы против эксплуатации.
Роман «Никола Шугай» стал практически легендарным в чешской литературе. Чешский литературовед Рудольф Гавел писал, что Иван Ольбрахт «сказал чешскому читателю о Закарпатье больше, чем все государственные газеты и журналы за предыдущие десять лет…» В 1947 году роман был экранизирован; в 1970-е годы на его основании драматург Милан Угде создал мюзикл «Баллада для бандита», не сходивший со сцены на протяжении двадцати лет.
Кроме «Николы Шугая», закарпатской тематике посвящён сборник репортажей «Страна без имени» («Безымянная земля»; Země beze jména), в названии которого отобразил положение Закарпатья как окраины Чехословакии. В 1935 году была выпущена основанная на «Стране без имени» книга Hory a staletí, содержащая детальное географическое, культурное и социальное описание Подкарпатской Руси. Наконец, в 1937 году вышел сборник «Голет в долине» (Golet v údolí), затрагивающий существование еврейских общин Закарпатья, в частности, давление устаревших догматов и запретов на свободное развитие личности.
Роман «Завоеватель» (Dobyvatel; 1947) представляет собой беллетристическую адаптацию труда американского историка XIX века Уильяма Хиклинга Прескотта «История завоевания Мексики», повествующую о падении ацтекской цивилизации и судьбе её кровожадного разрушителя — испанского конкистадора Эрнана Кортеса.
Иван Ольбрахт также является автором нескольких произведений, пересказывающих известные и поучительные сюжеты из истории и литературы для детей. Так, в «Библейских историях» (Biblické příběhy; 1939) и «Чтениях из Библии» (Čtení z Biblí kralické) писатель излагает рассказы из Ветхого Завета; в книге «О мудреце Бидпайе и его зверях» (O mudrci Bidpajovi a jeho zvířátkách) — литературно обработанные древнеиндийские сказки из сборника Панчатантра. Ольбрахт также обращается к чешской истории («Из старых летописей»; Ze starých letopisů; 1940). Из его драматических наработок выделяют «Пятый акт» (Pátý akt), повествующий о крестьянских повстанцах.

### Фильмы
- Марийка Неверница (1933), режиссёр Карел Новий по произведениям Ивана Ольбрахта
- Микола Шугай (1947), режиссёр М-Й Крнянський по роману Ольбрахта «Никола Шугай, разбойник»
- Анна-пролетарка (1952), режиссёр Карел Стеклы по одноимённому роману Ольбрахта
- Nikola Šuhaj loupežník (1977, TV), режиссёр Evžen Sokolovský
- Balada pro banditu (1978), режиссёр Владимир Шиш
- Анна-пролетарка (телефильм, 1980), режиссёр Антонин Дворжак по одноимённому роману Ольбрахта